# Борисенко, Пётр Васильевич
Пётр Васильевич Борисенко — советский хозяйственный, государственный и политический деятель, Герой Социалистического Труда.

## Биография
Родился в 1917 году в селе Масловка. Член КПСС.
С 1939 года — на хозяйственной, общественной и политической работе. В 1939—1956 гг. — агроном в колхозах Киевской области, участник Великой Отечественной войны, стрелок 3-го стрелковой роты 920-го стрелкового полка 247-й стрелковой дивизии, агроном в Киевской области, главный агроном Масловского совхоза-техникума Мироновского района Киевской области.
Указом Президиума Верховного Совета СССР от 8 декабря 1973 года присвоено звание Героя Социалистического Труда с вручением ордена Ленина и золотой медали «Серп и Молот».
Заслуженный агроном УССР.
Умер в Масловке в 1990 году.